# Jenisejische volkeren

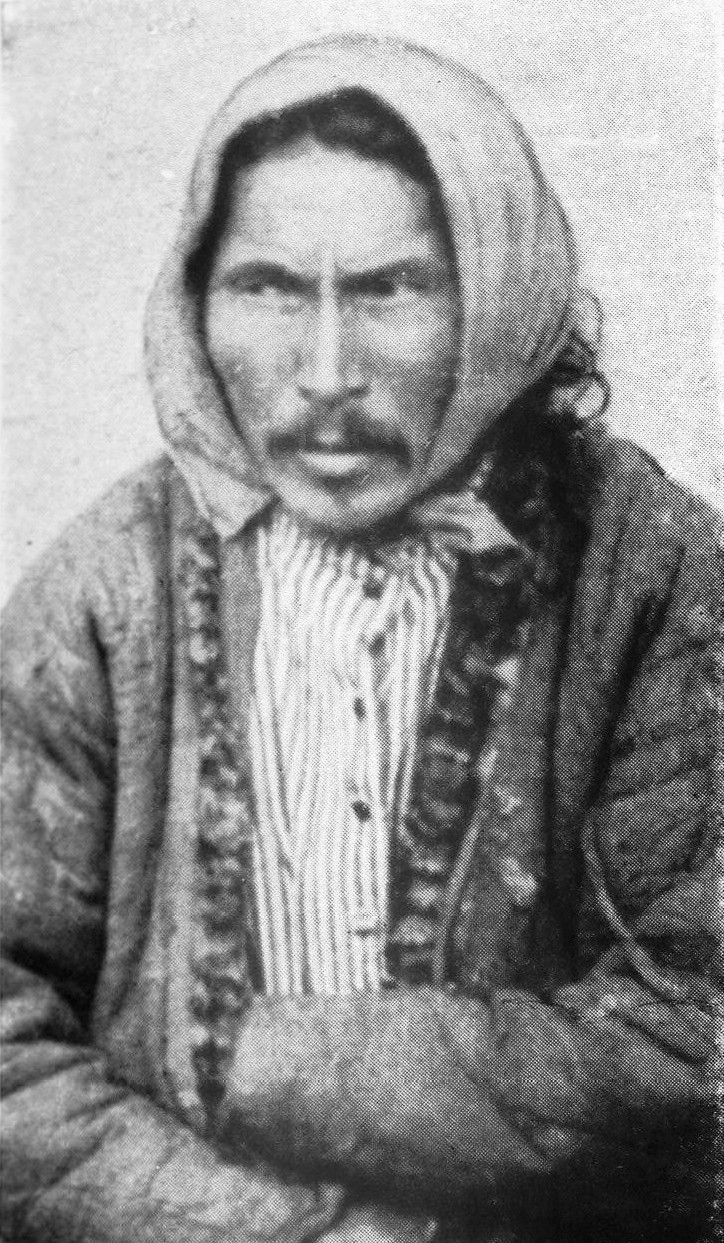
een "Jenisej-Ostjaak" (Ket), gefotografeerd door Fridtjof Nansen

De Jenisejische volkeren zijn een bevolkingsgroep in Siberië die Jenisejische talen spreekt. Ondanks bewijs dat wijst op de historische aanwezigheid van Jenisejische populaties in Centraal-Siberië en Noord-Mongolië, overleven alleen de Ketten tot op vandaag. De moderne Ketten leven langs het oostelijke middenstuk van de Jenisej in Noord-Siberië. Volgens de volkstelling van 2010 waren er 1.220 Ketten in Rusland.
De meeste historisch bekende Jenisejische groepen stierven uit of werden geassimileerd in andere etniciteiten, met name Turkse en Mongoolse volkeren. 

## Geschiedenis
Op basis van hydroniemische gegevens zijn de Jenisejers afkomstig uit het gebied rond het Sajan-gebergte en de zuidpunt van het Baikalmeer. De bekende historische verspreiding van de Jenisejers vertegenwoordigt waarschijnlijk een migratie naar het noorden, waarbij de moderne Ketten de meest noordelijke uitbreiding van de taalfamilie vertegenwoordigen. 

### Dené-Jenisejische theorie
Het werd voor het eerst voorgesteld door Edward Vajda dat het Jenisejisch rechtstreeks verwant zou zijn aan bepaalde inheemse volkeren van Amerika. In het bijzonder wordt aangenomen dat de Jenisejische talen nauw verwant zijn aan de Na-Denétalen van Canada en Alaska. Meer recent onderzoek heeft gesuggereerd dat het Jenisejisch en de Na-Denétalen het resultaat kunnen zijn van migraties vanuit Oost-Siberië, waarbij de Jenisejers een westwaartse naar centraal Siberië vertegenwoordigen.
De voorouders van de Jenisejers zijn mogelijk gerelateerd aan de vroeg-neolithische Syalachcultuur van Jakoetië. Elementen van deze bevolking zouden naar Beringië getrokken zijn, waar zich de Paleo-Eskimo's vormden. Deze verspreidden zich oostwaarts over de Noord-Amerikaanse Arctische regio, waar ze later verdrongen werden door een nieuwe immigratiegolf uit Azië, de Neo-Eskimo's. een andere groep trok vanuit Alaska naar het zuiden, waar na vermenging met de al aanwezige Indiaanse bevolking de Na-Denévolken ontstonden.

### Xiongnu
Volgens verschillende historici maakten de Jenisejers deel uit van de Xiongnu en waren mogelijk de heersende elite van deze confederatie. Er wordt ook gesuggereerd dat ze een belangrijke rol speelden in het rijk van de Hunnen.

### Jie
De Jie, een tak van de Xiongnu die delen van Noord-China veroverden en de staat Latere Zhao stichtten, waren mogelijk Jenisejisch van oorsprong, zoals ondersteund door taalkundige en etnogeografische gegevens. Op basis van taalkundige gegevens worden ze beschouwd als een Poempokolische stam, een theorie die wordt ondersteund door bewijs van langdurige Poempokolische aanwezigheid in Noord-Mongolië. Er zijn echter ook geleerden die een Scythisch-Iraanse invloed vermoeden.
De Jie werden beschreven als lijkend op andere Oost-Aziaten, maar ook met bepaalde kenmerkende eigenschappen, zoals "diepliggende ogen, hoge neusbruggen en zwaar gezichtshaar". Na enige tijd werden ze verslagen en gedood of opgenomen in de Han-samenleving. 

### Russische periode
Ten tijde van de Russische verovering konden slechts zes overgebleven Jenisejische talen worden gedocumenteerd: het noordelijke Ket en Joeg, het zuidelijke Kot en Assan, en het centrale Arin en Poempokol. Edward Vajda stelde op basis van hydronymische analyse voor dat de verspreiding van de Jenisejers zoals vastgelegd door de Russen een recente noordwaartse migratie vertegenwoordigde, waarbij ze hun oorspronkelijke thuisland in Noord-Mongolië en Zuid-Siberië achter zich lieten. Dit is gebaseerd op de waarneming dat de riviernamen in het circumpolaire gebied (de moderne verspreiding van het Jenisejisch) van Turkse, Mongoolse, Oegrische of Toengoezische oorsprong zijn, terwijl die in het gebied ten zuiden van het Baikalmeer duidelijk een Jenisejische oorsprong hebben. Russische bronnen melden ook dat zelfs na de 17e eeuw de Ketten zich noordwaarts bleven uitbreiden langs de Jenisej, en het moderne Ket-sprekende gebied lijkt representatief te zijn voor de meest noordelijke uithoeken van de Jenisejische migratie.
Uiteindelijk stierven de meeste van deze in de 17e eeuw nog gesproken talen ook uit, waarbij de Kot en Joeg een taalverschuiving ondergingen naar Chakassisch en de Arin-Poempokol naar Chakassisch of Tsjoelyms. De laatste overgeblevenen van de Jenisejers, de Ketten, vormen een erkende minderheidsgroep in Rusland. Veel jongere Ketten verlaten echter hun taal ten gunste van het Russisch.

## Taal

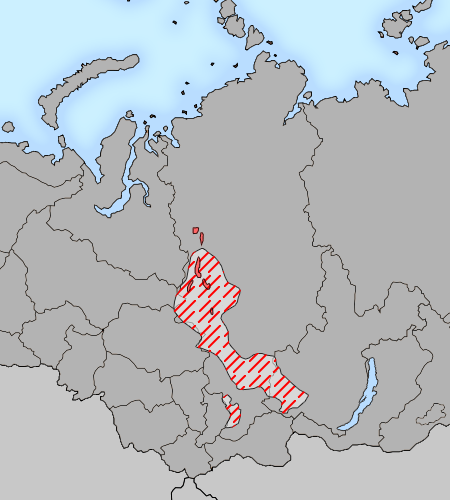
verdeling van de Jenisejische talen op basis van Russische historische gegevens. Dit vertegenwoordigt waarschijnlijk een noordwaartse migratie van de Jenisejers vanuit hun oorsprong in Noord-Mongolië.

De Jenisejische taalfamilie is een bedreigde familie met slechts één overlevende tak. Het Ket, de meest noordelijke Jenisejische taal, had in 2010 slechts ongeveer 213 moedertaalsprekers. Kellog in Rusland is de enige plaats waar het Ket nog op scholen wordt onderwezen. Er zijn boeken voor de tweede tot en met de vierde klas, maar daarna is er alleen Russische literatuur te lezen die de Ketcultuur beschrijft.  Er zijn geen eentalige sprekers bekend.
Desondanks zijn Jenisejische talen belangrijk geweest in de Chinese, Mongoolse en Centraal-Aziatische geschiedenis. Zowel de heersende elite van de Xiongnu als die van de latere Zhao--dynastie schijnen Jenisejisch te hebben gesproken. Er is gesuggereerd dat de Xiongnu tijdens het proces van westwaartse migratie een taalkundige verschuiving ondergingen van Jenisejisch naar Oghur-Turks en uiteindelijk de Hunnen werden.
Van veel herkenbare Turkse en Mongoolse woorden, zoals de koninklijke titels kan, kagan en tarqan, en het woord voor "hemel" en later "god", tengri, werd gesuggereerd dat het leenwoorden zijn van het Jenisejisch. Met name tengri is door taalkundige Stefan Georg afgeleid van het Jenisejische tɨŋVr.

## Genetica
De Jenisejers zijn nauw verwant aan andere Siberiërs, Oost-Aziaten en inheemse volkeren van Amerika. Ze behoren bijna exclusief tot yDNA haplogroep Q-M242.
Volgens een studie uit 2016 zijn de Ketten en andere Jenisejische volkeren waarschijnlijk ergens in de buurt van het Altaj-gebergte of in de buurt van het Baikalmeer ontstaan. Er werd gesuggereerd dat delen van de Altaj overwegend van Jenisejische oorsprong zijn en nauw verwant zijn aan de Ketten. De Ketten zijn ook nauw verwant met de prehistorische Paleo-Eskimo's en verschillende Indiaanse groepen.
De Jenisejers, met name de Ketten, vertonen ook een grote mate van affiniteit met Toevanen en andere inheemse volkeren van Siberië, wat suggereert dat deze Jenisejische afkomst kan worden gekoppeld aan Paleo-Siberiërs, die de eerdere laat-paleolithische Oud Noord-Euraziatisch bevolking vervingen als de dominante bevolking, en vervolgens grotendeels werden geassimileerd door Neo-Siberiërs uit Noordoost-Azië.